# Guerre albano-vénitienne de 1447-1448
La guerre albano-vénitienne de 1447–1448 est un conflit qui opposa les Vénitiens et les Ottomans aux Albanais dirigés par George Kastrioti Skanderbeg. La guerre fut la conséquence d'un différend entre la république sérénissime de Venise et la famille Dukagjini quant à la possession de la forteresse de Dagnum. Skanderbeg, alors allié de la famille Dukagjini, se mit en mouvement en direction de plusieurs villes vénitiennes situées sur le long de la côte albanaise. Son but était de faire pression sur les Vénitiens pour qu'ils cèdent Dagnum. En réponse, la République envoya des forces locales pour soutenir la forteresse assiégée de Dagnum et exhorta l'Empire ottoman à expédier des forces en Albanie. À ce moment, les Ottomans assiégeaient déjà la forteresse de Svetigrad (en), poussant Skanderbeg à se battre sur plusieurs fronts.
Cependant, la Ligue de Lezhë réussit à vaincre à la fois les forces vénitiennes et l'armée ottomane. La Ligue l'emporta sur les forces vénitiennes le 23 juillet 1448 aux portes de Scutari et sur les Ottomans trois semaines plus tard, le 14 août 1448, lors de la bataille d'Oranik. La République fit ensuite face à une pénurie d'hommes pour défendre l'Albanie vénitienne. Une conséquence directe fut que la Ligue put bientôt signer la paix avec la république de Venise, tout en poursuivant sa guerre contre l'Empire ottoman. Après la guerre albano-vénitienne de 1447–1448, Venise ne s'opposa plus frontalement à Skanderbeg ou à la Ligue. Ce dernier put donc se concentrer sur l'Empire ottoman.

## Contexte
En 1444, Skanderbeg avait réussi à unir les principaux princes albanais sous sa direction, au sein de la Ligue de Lezhë. Cette ligue était une confédération de toutes les principautés albanaises (en). Des tensions au sein de cette alliance se firent sentir lorsque Nicholas Dukagjini (en), membre de la famille Dukagjini - une famille puissante du nord de l'Albanie - prit en embuscade et tua Lekë Zaharia (en), prince de Dagnum et membre de la Ligue,. Comme Zaharia n'avait pas d'enfants, son meurtre fut orchestré pour récupérer plus facilement Dagnum. L'année au cours de laquelle Zaharia fut tué n'est pas connue avec précision. Un document vénitien daté du 4 janvier 1445 mentionne Zaharia comme l'ancien seigneur de Dagnum. La forteresse fut confiée à Boxia, la mère de Zaharia. Le chroniqueur vénitien Stefano Magno (en) écrivit que Zaharia fut tué peu avant les débuts de l'année 1445.
Les deux princes - Nicholas Dukagjini et Lekë Zaharia Altisferi - se disputaient pour savoir qui allait épouser Irene Dushmani (en albanais : Jerina Dushmani), fille unique de Lekë Dushmani, prince de Zadrima (en). En 1445, les princes albanais avaient été invités au mariage de la sœur cadette de Skanderbeg, Mamica Kastrioti, qui était mariée à Muzaka Thopia. Irene fit son apparition pendant le mariage et c'est à ce moment que les hostilités débutèrent. Dukagjini demanda à Irene de l'épouser, mais Zaharia, alors ivre, le vit et agressa Dukagjini.
Certains princes tentèrent de s'interposer, mais l'unique résultat fut que plus de personnes furent impliquées dans le conflit. Plusieurs personnes furent tuées ou blessées avant que la paix ne puisse être rétablie,. Aucun des deux antagonistes ne fut blessé. Toutefois, après l'événement, Dukagjini se sentit moralement humilié.
La mort de Zaharia laissa sa principauté sans aucun successeur. En conséquence, sa mère remit la forteresse à l'Albanie vénitienne, alors sous domination de la république de Venise,,. Skanderbeg exigea des légats vénitiens que Dagnum (ainsi que Sati (en), Gladri et Dushmani, qui avaient été annexés par Venise) soit restitué à la Ligue. La forteresse permettait entre autres le contrôle d'une route commerciale importante. Mais Venise refusa, ce qui servit de casus belli pour Skanderbeg qui se prépara pour une guerre contre la République,,.
La Ligue envoya rapidement des émissaires chez ses voisins, Stefan I Crnojević (en) et Đurađ Branković. Branković, un seigneur du Despotate serbe également en conflit avec Venise au sujet de la principauté de Zeta, afficha sa volonté d'aider Skanderbeg contre la République, mais pas contre l'Empire ottoman. Les Vénitiens dépêchèrent un ambassadeur auprès de Skanderbeg : ils lui offraient 1 000 ducats pour renoncer à toutes ces prétentions sur Dagnum. En échange, les Albanais protégeraient le pays et garderaient les routes exemptes de violence. Skanderbeg refusa cependant cette offre et les hostilités continuèrent. Les familles Spani et Dushmani (en) s'opposaient à la guerre contre Venise et n'y a participèrent pas.

## Campagnes initiales

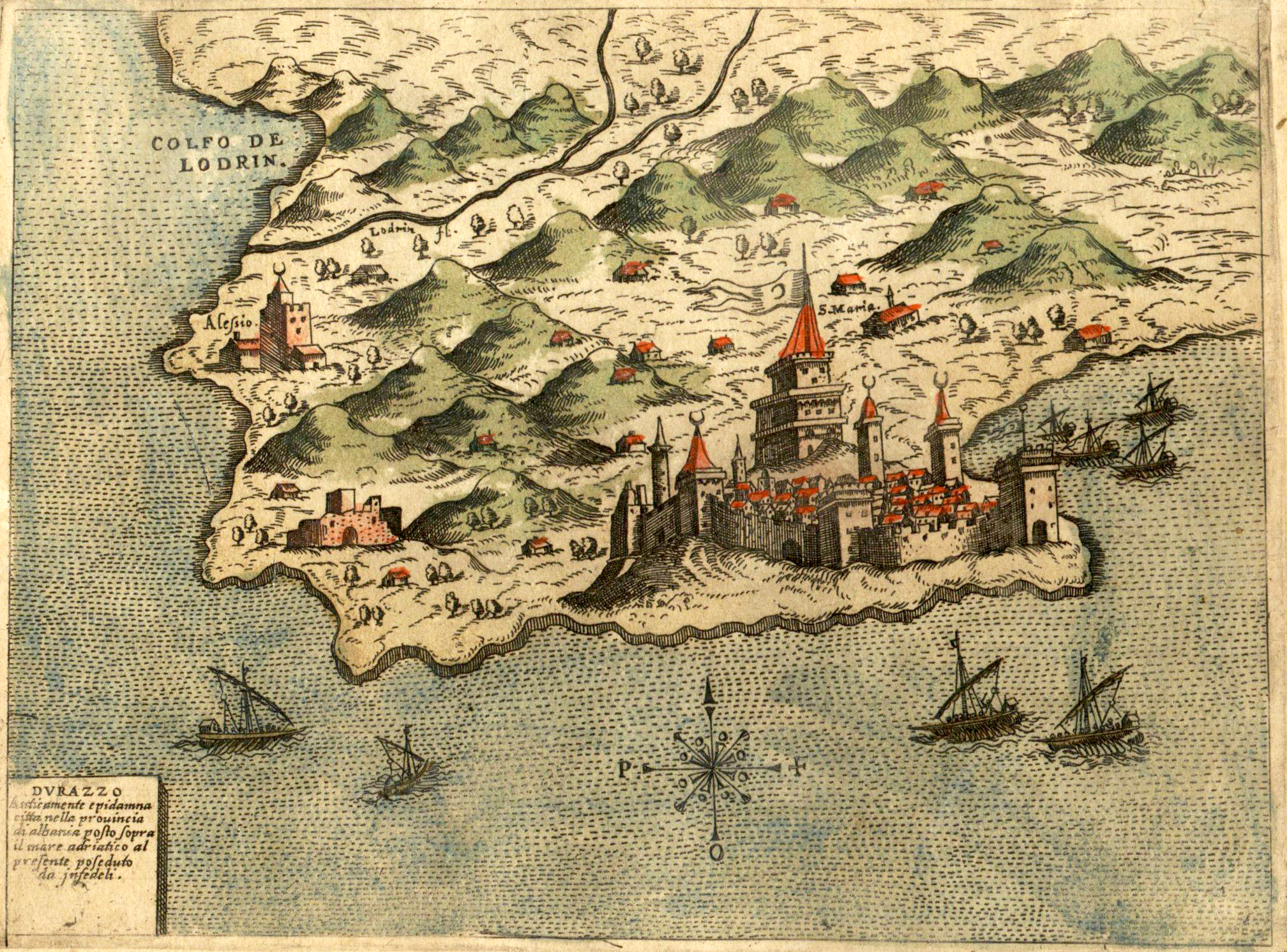
Durrës en 1573.

En décembre 1447, après avoir laissé une force protectrice de trois à quatre mille hommes commandée par Vrana Konti pour garder la frontière en cas d'incursion ottomane, Skanderbeg se dirigea vers Dagnum à la tête d'une troupe de 14 000 hommes. Il offrit à la garnison de Dagnum la possibilité de se rendre. À la suite de son rejet, il l'assiégea rapidement,. Dans le but de faire pression sur les Vénitiens, Skanderbeg se dirigea également vers Durazzo, alors une autre possession de l'Albanie vénitienne, et coupa la ville de ses approvisionnements locaux et de son commerce. Cette décision contraignit Venise à envoyer vers Durazzo deux galères initialement destinées à la Crète (également sous domination Vénitienne).
Venise considéra alors Skanderbeg comme un vassal ottoman rebelle. Le 4 mars 1448, une pension à vie de 100 ducats d'or par mois était offerte à quiconque assassinerait Skanderbeg,. En mai, les forces ottomanes assiégèrent Svetigrad, forçant Skanderbeg à reconsidérer ses campagnes militaires. Le 27 juin 1448, Venise envoya Andrea Venier (en), alors provveditore, au château de Rozafa de Scutari, pour tenter de persuader les Ottomans d'envahir l'Albanie. Venise l'envoya également pour rencontrer Skanderbeg afin de le convaincre de rompre les hostilités. Venise tenta aussi de pousser le clan Dukagjini à rompre leur alliance avec Skanderbeg. Malgré les mesures prises par les Vénitiens, Skanderbeg maintint sa marche vers Scutari. Il provoqua également les Vénitiens, les défiant d'envoyer une armée pour le vaincre. Pendant ce temps, le siège de Dagnum se poursuivait avec une force de 4 000 hommes que Skanderbeg avait laissée sur place.

## Bataille de la rivière Drin et expédition ottomane

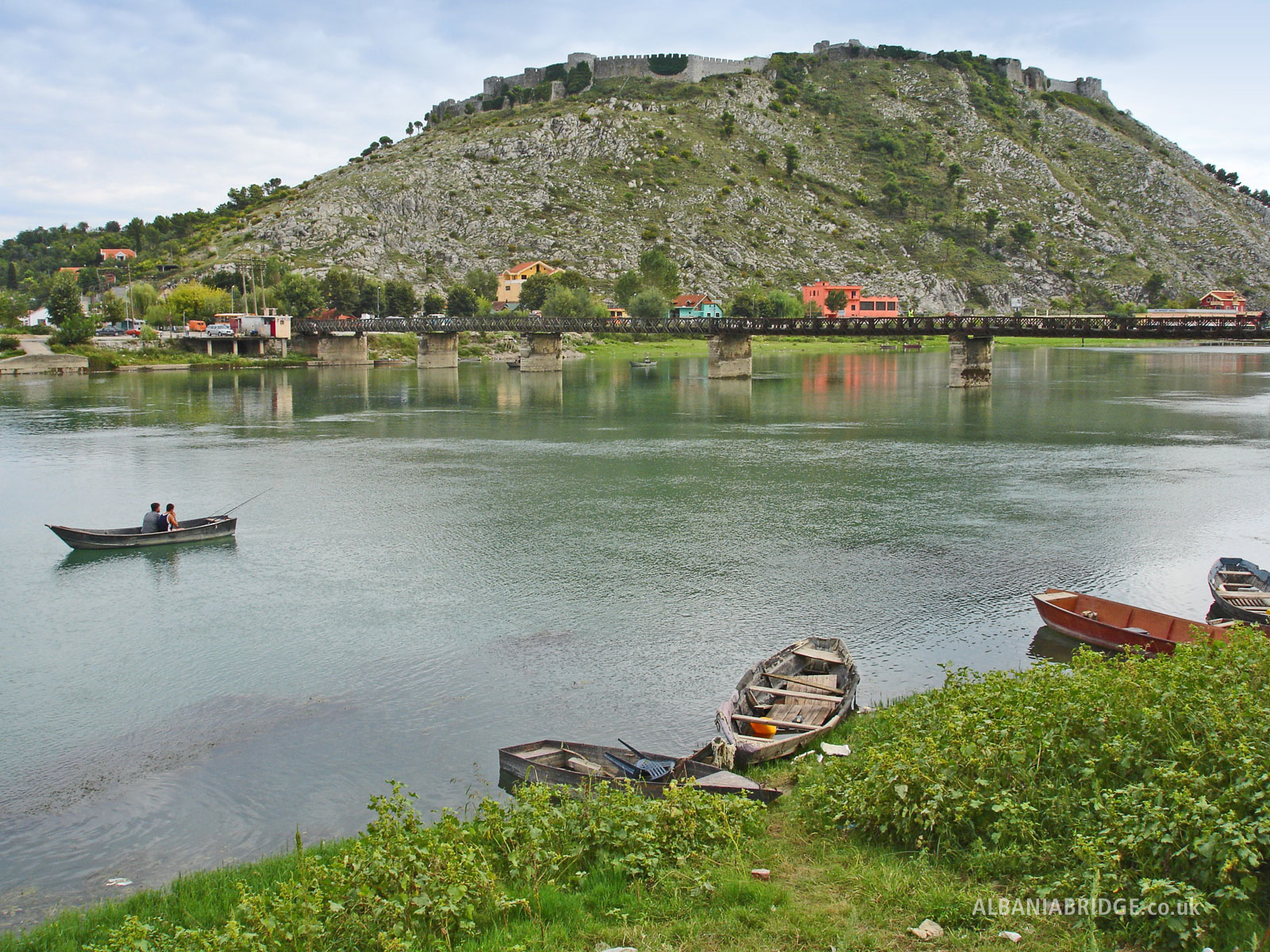
château de Rozafa aujourd'hui.

Le 23 juillet 1448, Skanderbeg traversa la rivière Drin avec 10 000 hommes. De l'autre côté, ils rencontrèrent une force vénitienne forte de 15 000 hommes sous le commandement de Daniele Iurichi, gouverneur de Scutari. Les forces vénitiennes étaient composées en grande partie de mercenaires locaux, formant le centre de la ligne d'Iurichi. Ils comprenaient des forces sous Koja et Andreas Humoj (en), Simeon Vulkata, Vasilije Ugrin, la famille Zapa (Jovan et son frère), la famille Pedantari (sept frères Pedantari et bien d'autres), la famille Moneta (trois fils de Rajko Moneta), la famille Malonši (Petar avec ses deux fils) et Buša Sornja qui étaient pronoiars,. Iurichi se positionna sur l'aile gauche avec ses forces dalmates, tandis que la droite était composée d'Italiens. Skanderbeg se positionna ainsi que son garde du corps personnel sur l'aile droite, en face d'Iurichi. Le centre de l'armée de Skanderbeg était commandé par Tanush Thopia, et la droite par Moïse de Dibra (en).
Skanderbeg expliqua à ses troupes à quoi ils pouvaient s'attendre et lança les hostilités en ordonnant à une unité d'archers d'ouvrir le feu sur la ligne vénitienne. Bientôt, l'aile droite albanaise avança pour s'engager et réussit à repousser l'aile gauche vénitienne. Pendant ce temps, le centre et la droite des troupes engagèrent le centre vénitien et sa gauche. La percée fut rapidement couronnée de succès : les forces albanaises s'attaquaient aux défauts des lignes vénitiennes, y provoquant un désordre. La bataille continua pendant des heures jusqu'à ce que de grands groupes de troupes vénitiennes commencèrent à fuir. Skanderbeg, voyant ses adversaires en fuite, ordonna une offensive à grande échelle, mettant en déroute l'ensemble de l'armée vénitienne,. Les soldats de la République furent pourchassés jusqu'aux portes de Scutari. Les vénitiens faits prisonniers furent ensuite forcés à parader devant la forteresse,,.
Les Albanais infligèrent un total de 2 500 victimes au sein des troupes vénitiennes et capturèrent 1 000 hommes. Les troupes sont commandement direct de Skanderbeg firent 400 victimes, la plupart sur l'aile droite,. La présence vénitienne en Albanie était affaiblie et les garnisons dans les villes s'étaient amincies.
Skanderbeg se retira pour aller repousser une invasion ottomane. Avant de partir, il laissa des troupes en garnison dans le fort de Baleč (Balsha), près de Dagnum, sous le commandement de Marin Spani.
Andrea Venier ordonna la capture de Baleč après le départ de Skanderbeg, et força Marin Spani à l'évacuer. Venier reduisit par la suite le fort en cendres. En guise de représailles, Hamza Kastrioti, l'un des collègues de Spani, attaqua une forteresse vénitienne voisine avec le peu de troupes à sa disposition, mais fut vaincu.
Malgré les revers subis durant son absence, Skanderbeg continua de se concentrer sur l'incursion ottomane, demandée par les Vénitiens, notamment lors de la bataille d'Oranik en août 1448. Le corps expéditionnaire ottoman fut écrasé le 14 août et le commandant ottoman Mustafa Pacha fut capturé. Cependant, la perte de Baleč aux Vénitiens, força Skanderbeg à poursuivre sa stratégie de raids sur le territoire vénitien.

## Conséquences
Avec Durazzo, Scutari et Dagnum sur le point de se rendre et avec une armée albanaise victorieuse après la bataille d'Oronichea, les Vénitiens dépêchèrent Andrea Venier (en) pour ouvrir des négociations de paix avec les Albanais. La conférence prit place à Lezhë et la paix fut signée le 4 octobre 1448 par Skanderbeg et George Arianiti (en) qui représentaient les autres princes. Les signataires se mirent d'accord : Venise conserverait Dagnum. En retour, les Vénitiens concédèrent à ce que Skanderbeg reçoive une pension annuelle de 1 400 ducats ainsi qu'une exonération fiscale annuelle équivalente à 200 chevaux chargés de sel en provenance de Durazzo. Un accord fut également trouvé pour établir des privilèges commerciaux entre Arianiti, l'allié de Skanderbeg, et Venise. En outre, un refuge à Venise serait offert à Skanderbeg au cas où il serait chassé d'Albanie. Deux vêtements écarlates seraient donnés à Skanderbeg en échange de deux faucons altérés de l'Albanais. Cependant, des menaces étaient toujours échangées entre les deux parties et des échauffourées non officielles se poursuivirent.
Considérant avec méfiance Skanderbeg, Venise ne le défia plus ouvertement. Un autre traité fut signé en 1463, lorsque Venise entra en guerre avec les Ottomans. Cependant, aucune paix ne fut signée entre les Ottomans et Skanderbeg avant 1463 et la guerre ottomane-vénitienne de la même année. Skanderbeg se retira en Macédoine et se prépara à une nouvelle invasion de l'Albanie après la défaite ottomane d'Oronichea. Svetigrad avait été conquise après plusieurs mois de siège pendant la guerre contre Venise, laissant un libre accès à l'Albanie,.

## Sources
- John Van Antwerp Fine, The Late Medieval Balkans: A Critical Survey from the Late Twelfth Century to the Ottoman Conquest, University of Michigan Press, 1994 (ISBN 978-0-472-08260-5)
- (sq) Gennaro Francione, Skenderbeu: Një hero modern, Shtëpia botuese "Naim Frashëri", 2003 (ISBN 99927-38-75-8)
- Demetrio Franco, Comentario de le cose de' Turchi, et del S. Georgio Scanderbeg, principe d' Epyr, Altobello Salkato, 1539 (ISBN 99943-1-042-9)
- (sq) Kristo Frashëri, Gjergj Kastrioti Skënderbeu: jeta dhe vepra, 1405–1468, Botimet Toena, 2002 (ISBN 99927-1-627-4, lire en ligne)
- Harry Hodgkinson, Scanderbeg: From Ottoman Captive to Albanian Hero, Centre for Albanian Studies, 1999 (ISBN 978-1-873928-13-4)
- Jan Myrdal, Albania defiant, Monthly Review Press, 1976 (ISBN 978-0-85345-356-7)
- MacGillivray Nicol Nicol, The last centuries of Byzantium, 1261–1453, Cambridge University Press, 1993 (ISBN 0-521-43991-4)
- Fan Stilian Noli, George Castroiti Scanderbeg (1405–1468), International Universities Press, 1947 (OCLC 732882)
- Monique O'Connell, Men of empire: power and negotiation in Venice's maritime state, JHU Press, 2009 (ISBN 978-0-8018-9145-8)
- Oliver Jens Schmitt, Das venezianische Albanien (1392–1479), München, R. Oldenbourg Verlag GmbH München, 2001 (ISBN 3-486-56569-9)
- (sq) Oliver Jens Schmitt, Skënderbeu, K&B Tiranë, 2009 (ISBN 978-99956-667-5-0)